# Sant Pere (La Seu d’Urgell)
Sant Pere – miejscowość w Hiszpanii, w Katalonii, w prowincji Lleida, w comarce Alt Urgell, w gminie La Seu d’Urgell.
Według danych INE z 2005 roku miejscowość zamieszkiwało 55 osób.